# Spalerosophis
Spalerosophis is een geslacht van slangen uit de familie toornslangachtigen (Colubrinae) en de onderfamilie Colubrinae.

## Naam en indeling
De wetenschappelijke naam van de groep werd voor het eerst voorgesteld door Giorgio Jan in 1865.
Er zijn zes soorten die een sterk verschillend verspreidingsgebied hebben. De bekendste soort is Spalerosophis diadema, die in andere talen diadeemslang wordt genoemd en een relatief groot areaal heeft.
Veel soorten behoorden eerder tot andere geslachten, zoals Coluber en Zamenis

## Verspreiding en habitat
De slangen komen voor in Azië, Afrika en het Midden-Oosten en leven in de landen Irak, Iran, Afghanistan, Pakistan, India, Rusland, Turkmenistan, Kazachstan, Tadzjikistan, Oezbekistan, Kirgizië, Marokko, Algerije, Tunesië, Libië, Egypte, Israël, Jordanië, Syrië, Mauritanië, Mali, Niger, Soedan, Turkije, Oman, Verenigde Arabische Emiraten, Koeweit, Saoedi-Arabië, Westelijke Sahara, Somalië.
De habitat bestaat onder andere uit scrublands en bossen.

## Beschermingsstatus
Door de internationale natuurbeschermingsorganisatie IUCN is aan XXX soorten een beschermingsstatus toegewezen. Een soort wordt beschouwd als 'veilig' (Least Concern of LC) en een soort als 'onzeker' (Data Deficient of DD).

## Soorten
Het geslacht omvat de volgende soorten, met de auteur en het verspreidingsgebied.
| Naam                           | Auteur          | Verspreidingsgebied |
| ------------------------------ | --------------- | --- |
| Spalerosophis arenarius        | Boulenger, 1890 | India, Pakistan |
| Spalerosophis atriceps         | Fischer, 1885   | India, Nepal, Pakistan |
| Spalerosophis diadema          | Schlegel, 1837  | Irak, Iran, Afghanistan, Pakistan, India, Rusland, Turkmenistan, Kazachstan, Tadzjikistan, Oezbekistan, Kirgizië, Marokko, Algerije, Tunesië, Libië, Egypte, Israël, Jordanië, Syrië, Mauritanië, Mali, Niger, Soedan, Turkije, Oman, Verenigde Arabische Emiraten, Koeweit, Saoedi-Arabië |
| Spalerosophis dolichospilus    | Werner, 1923    | Marokko, Westelijke Sahara, Algerije, Tunesië |
| Spalerosophis josephscorteccii | Lanza, 1964     | Somalië |
| Spalerosophis microlepis       | Jan, 1865       | Iran |